# World Wide Suicide
«World Wide Suicide» es una canción de la banda estadounidense Pearl Jam, que pertenece a su disco homónimo Pearl Jam. Fue producida por Adam Kasper y escrita por el vocalista del grupo Eddie Vedder. Esta canción se ubicó durante tres semanas consecutivas en el primer puesto del Modern Rock Tracks de la revista Billboard.

## Significado de la letra
La letra critica duramente a la guerra de Irak y el control del gobierno estadounidense sobre esta.

## Video
El video de esta canción fue grabado en Seattle y el estadio San Carlos de Apoquindo en Chile y cuenta con la participación de un malabarista chileno, Sebastián González, descubierto por Pearl Jam mientras estaban de gira en Chile el año 2005.